# Ковилові горби
Ковилові горби — ботанічна пам'ятка природи місцевого значення в Україні. Розташована в північній частині Кіровоградської області, в межах Знам'янського району, в околицях сіл Іванківці та Юхимове. 
Площа 7 га. Статус надано згідно з рішенням Кіровоградської обласної ради від 13.02.1995 року № 31. Перебуває у віданні: Іванковецька сільська рада. 
Статус надано з метою збереження  ковили пухнастолистої, виду, занесеного до Червоної книги України. Територія розташована на крайньому півдні лісостепової зони. Тут влітку ділянки степового травостою вкриваються сріблясто-перламутровим покривалом білих пірчастих остюків ковили пухнастолистої.